# Christine
Christine és una pel·lícula estatunidenca dirigida per John Carpenter i estrenada l'any 1983. Adaptació de la novel·la homònima de Stephen King publicada el mateix any, la pel·lícula conta la història d'un automòbil sobrenatural i maligne que agafa a poc a poc el control del adolescent que l'ha comprat i que mata els que proven de separar-los. Ha estat doblada al català.

## Argument
Arnie Cunningham (Keith Gordon), un adolescent tímid, descontent i acomplexat, és el cap de turc dels seus camarades de classe, que el consideren un perdedor. Un dia, cau sota l'encant, passejant-se amb el seu millor amic Dennis, d'un Plymouth Fury de 1958, vermell tardor, en molt mal estat, batejat Christine. Contra el parer del seu amic Dennis Guilder (John Stockwell), Arnie compra el cotxe i el repara en un garatge. Comença llavors a canviar de personalitat, esdevenint més segur d'ell mateix, anant fins i tot a convidar la més maca noia de l'institut, Leigh (Alexandra Paul). Christine reacciona de manera negativa a la presència de la seva petita amiga, i reacciona encara més violentament a la seva destrucció per alumnes de la classe de Arnie. Es reconstrueix ell mateix, i va a la caça dels vàndals que mata, un a un, a continuació s'enfronta al únic rival, Leigh.

## Repartiment
- Keith Gordon: Arnold "Arnie" Cunningham
- John Stockwell: Dennis Guilder
- Alexandra Paul: Leigh Cabot
- Robert Prosky: Will Darnell
- Harry Dean Stanton: Rudolph Junkins
- Christine Belford: Regina Cunningham
- Roberts Blossom: George LeBay
- William Ostrander: Clarence "Buddy" Repperton
- Malcolm Danare Éric Baugin): Peter "Moochie" Welch
- David Spielberg: el Sr. Casey
- Steven Tash: Richard "Richie" Trelawney
- Stuart Charno: Donald "Don" Vandenberg
- Robert Darnell: Michael Cunningham
- Kelly Preston: Roseanne
- Richard Collier: Pepper Boyd
- Marc Poppel: Chuck
- John Madden: ell mateix
- Christine: Plymouth Fury 1958
- Art Evans: Home negre mort per Christine al començament de la pel·lícula en la fàbrica

## Producció

### Repartiment dels papers
Columbia Pictures desitja en un primer moment estrelles ascendents pels papers principals, com Brooke Shields o Scott Baio però Richard Kobritz i John Carpenter insisteixen en no triar més que desconeguts.
Kevin Bacon és considerat pel paper de Arnie abans que no escollís rodar Footloose de Herbert Ross. La tria porta finalment a Keith Gordon. Alternant a l'època la seva carrera al cinema i al teatre, Gordon agafa aquesta ocasió per interpretar un tipus de paper molt diferent de com és en realitat.
John Stockwell, sortint tot just de la Facultat, és escollit pel paper de Dennis.

### Rodatge
El rodatge comença l'abril de 1983. La producció només troba 25 exemplars del Plymouth Fury 1958, la majoria són renovats per l'equip.
El garatge de Darnell és de fet una antiga fàbrica de l'època de la Segona Guerra Mundial situada a Irwindale. Només la meitat de l'interior és utilitzada com decoració per les escenes del garatge mentre que l'altre és utilitzada per eventuals reparacions de certs models del Plymouth.
Quan Arnie rebutja Leigh després d'haver-hi descobert Christine destruït, Keith Gordon pica Alexandra Paul per sorpresa, causant un real sobresalt en l'actriu.

### Música
John Carpenter compon la banda original de la seva pel·lícula, amb l'ajuda de Alan Howarth, amb el qual va col·laborar a New York 1997 La música d'introducció de la pel·lícula és Bad to the Bone de George Thorogood, represa en unes altres pel·lícules, com en Terminator 2: El Judici últim.
Títols presents en la pel·lícula
- George Thorogood: Bad to the Bone
- Buddy Holly: Not Fade Away
- Johnny Ace: Pledging My Love
- Robert and Johnny: We Belong Together
- Little Richard: Keep-a-Knockin
- Dion and the Belmonts: I Wonder Why
- The Viscounts: Harlem Nocturne
- Thurston Harris: Little Bitty Pretty One
- Danny & the Junyrs: Rock and Roll Is Here to Stay
- Alan Howarth: Christine attacks
- Larry Williams: Bony Moronie

## Nominacions
- Saturn Awards 1984: nominació al premi a la millor pel·lícula de torror[6]
- El mateix any, nominació al Gran Premi del Festival internacional de Cinema fantàstic d'Avoriaz

## Rebuda
La pel·lícula té un cert èxit comercial, informant aproximadament 21 milions de dòlars al box-office a Amèrica del Nord per un pressupost de 10 milions.
Té une rebuda de la crítica més aviat favorable, amb un 68% de crítiques positives, una nota mitjana de 5,8/10 i, sobre la base de 22 crítics en el lloc Rotten Tomatoes.